# The Singles (album, The Who)
The Singles je kompilační album singlů anglické rockové kapely The Who. Bylo vydáno v listopadu 1984.

## Seznam skladeb
1. „Substitute“ - 3:45
2. „I'm a Boy“ - 2:37
3. „Happy Jack“ - 2:14
4. „Pictures of Lily“ - 2:43
5. „I Can See for Miles“ - 4:05
6. „Magic Bus“ - 3:20
7. „Pinball Wizard“- 3:00
8. „My Generation“ - 3:18
9. „Summertime Blues“ (Jerry Capehart a Eddie Cochran) - 3:22
10. „Won't Get Fooled Again“ - 3:38
11. „Let's See Action“ („Nothing Is Everything“) - 3:57
12. „Join Together“ - 4:22
13. „5:15“ - 4:48
14. „Squeeze Box“ - 2:40
15. „Who Are You“ - 5:00
16. „You Better You Bet“ - 5:37